# 積極的平和主義
日本の政治における積極的平和主義（せっきょくてきへいわしゅぎ）とは、平成25年（2013年）の国家安全保障戦略の一環として、第2・3次安倍晋三内閣が掲げた安全保障の理念。
2015年8月14日の安倍の終戦七十周年の談話などに用いられた。英訳はProactive Contribution to Peaceである。
なお、ノルウェーの平和学者ヨハン・ガルトゥングが1958年に提唱した概念にPositive Peace（「積極的平和」）があることから、2015年に藤末健三が定義と英訳の異同について国会で質問した。それに対する答弁書で安倍は「御指摘の「積極的平和」の考え方と重なる部分も多い」と述べた。しかしガルトゥング本人は、安倍の理念は自身の理念と「真逆」だとした（#課題と論点を参照）。

## 歴史

### 1970年代
「積極的平和主義」という言葉は、防衛官僚の久保卓也が1977年に用いた。久保は次のように提唱したという。
日本の国際貢献が本格的に議論されるのは湾岸戦争がきっかけであるが、久保は1970年代から積極的平和主義への転換を指摘していた。なお、この久保は1980年12月に死去している。

### 1990年代
湾岸戦争後、国際政治学者で、シンクタンク・日本国際フォーラム理事長の伊藤憲一が1991年11月に上梓した『「二つの衝撃」と日本』（PHP研究所刊）の一節「消極的平和主義と積極的平和主義」（pp.117-120）で使用した。この著作で伊藤は次のように述べている。
この伊藤の「積極的平和主義」構想は、2007年の著書『新・戦争論：積極的平和主義への提言』（新潮新書）で本格的に展開されるに至った。
伊藤による『「二つの衝撃」と日本』刊行の翌年、1992年6月の自由民主党の「国際社会における日本の役割に関する特別調査会」（会長が小沢一郎だったため「小沢調査会」の別名がある）の提言において、「積極的平和主義」との言葉が用いられた。当時、日本は湾岸戦争への対応を巡り、多額の金額を拠出したものの、戦後処理を除いて戦時中には自衛隊を派遣しなかったために国際的に批判される事態となっていた。提言の中では、「日本さえ平和であれば良い」という一国平和主義に加え、「日本が軍事的活動を行わない事が国際平和に寄与する」とした考えを「消極的平和主義」と位置づけた。その上でこれらを否定し、日本国憲法前文の「いづれの国家も、自国のことのみに専念して他国を無視してはならない」に代表される理念を前提に、人道支援はもとより、場合によっては国連平和維持活動に代表される自衛隊海外派遣などの軍事的オプションを含む国際支援があってこそ世界平和が近づくという考えを「積極的平和主義」とした。

### 2000年代
総合研究開発機構（NIRA）は2001年3月に「積極的平和主義を目指して - 「核の傘」問題を含めて考える」と題した報告書を提出した。この報告書はNIRA委嘱の研究委員会によって作成されたものだが、上述の伊藤憲一はこの委員会にコア研究会委員として参加し、その起草および取りまとめに寄与した。また、伊藤が理事長を務める日本国際フォーラムに設置されている政策委員会は、2004年4月に「新しい世界秩序と日米同盟の将来」と題する政策提言を発表したが、その中で、「消極的平和主義」と「積極的平和主義」を次のように対比したうえで、「『不戦共同体』の拡大と深化を日本の国家目標にせよ」、「憲法第9条を改正し積極的平和主義に転換せよ」、「集団的自衛権を認め、『安全保障・国際協力基本法』を制定せよ」などの提言を行った。
この日本国際フォーラム政策委員会は、その後も、2009年に、「積極的平和主義と日米同盟のあり方」と題する政策提言を発表し、「『非核三原則』などの『防衛政策の基本』を再検討せよ」、「東アジア地域における対話と協力の主導権を握れ」、「『国際平和協力一般法』を制定し、グローバルな『集団安全保障』に貢献せよ」などの提言を行った他、直近では2014年に、「積極的平和主義と日本の針路」と題する政策提言を発表し、「国連の集団的安全保障措置には、軍事的措置を伴うものも含めて、参加せよ」、「G7諸国とともに、ロシアの『力による一方的領土拡大』を拒否し、その不承認政策を貫徹せよ」、「日本は『地球規模の諸問題』についてもリーダーシップを発揮せよ」などの提言を行うなど、「積極的平和主義」に基づく日本の外交政策について積極的に価値発信を行っている。なお、これらの政策提言はいずれも時の内閣総理大臣に提出されている。

### 2010年代
この間、野田政権下の国家戦略室フロンティア分科会による報告書が提出されたが、この中では、同様の意味を持つ言葉として、「能動的な平和主義」が用いられている。
このような中、2013年12月4日に国家安全保障会議設置法が改正され、外交・防衛を中心とした安全保障の司令塔である国家安全保障会議が設置された。会議の運営方針として審議されたのが「国家安全保障戦略」であり、「積極的平和主義」はこの戦略における基本理念と明示され、一躍注目を浴びることになった。国家安全保障戦略は、同年12月17日に、第二次世界大戦後初めてとなる国家戦略（大戦略）として、国家安全保障会議及び第2次安倍内閣の閣議で決定された。

## 解説
第2次安倍内閣で用いられる「積極的平和主義」とは何かは、『国家安全保障戦略』の第3頁に明示されている。
諸外国の国家戦略（国家安全保障戦略）を観察すると策定の手順は概ね以下となっている。
1. 基本理念の設定
2. 国益の明確化
3. 国家目標の明確化
4. 国家政策の制定
5. 国家戦略の策定

この国家戦略策定プロセスにおいて極めて重要な第一フェーズに当たるのが、「基本理念の設定」である。その理念のスローガンが積極的平和主義であり、国家がその維持と発展を続けるうえで理想としている社会、国家、世界観が定められた。『国家安全保障戦略』の第II章に記された内容は、以下の通りである。
理想とする社会
- 自由、民主主義、基本的人権の尊重、法の支配が行われている社会
- 新しい文化を創造し、自由に発信する事が許され、かつ伝統文化を尊重する社会
- 多くの人が高等教育・専門教育を受ける機会があり、かつ継続的に能力を発揮する場が存在する労働生産性の高い社会
- 市場メカニズムに基づく自由で国内外に開かれた経済活動を行う社会

理想とする海洋
- 排他的経済水域の権益が守られ、海上交通路の安全が確保された、国際法が遵守された秩序ある海洋

理想とする国家
- 専守防衛に徹し、他国に脅威を与えるような軍事大国にはならず、非核三原則を堅持する国家
- 米国との同盟を維持し、米国以外のとの国とも協力関係を深め、決して孤立主義を採らない国家
- 人間の安全保障の理念に立脚した低開発国への開発援助、環境破壊、エネルギー問題等の地球的規模の国際的課題に積極的に取り組む国家
- 外国との貿易・投資関係は互恵関係を原則とし、一方的な経済的搾取は行わない国家
- 国連憲章を遵守し、国連を始めとする国際機関と連携しその活動に積極的に寄与し、国連平和維持活動を含む国際平和協力活動に積極的に参加する国家
- 戦争被爆国として、軍縮・大量破壊兵器不拡散に取り組み「核兵器のない世界」の実現に貢献する国家
- 国際協調主義に基づき、国際社会の平和と安定のために積極的な役割を果たす国家

積極的平和主義は、上記のように専守防衛、非核三原則、軍縮、大量破壊兵器不拡散、国際平和協力活動などの平和国家の理想を引き続き追求する。同時に、国家、アジア太平洋地域及び国際社会の平和・安定・繁栄を脅かす脅威に対し、国際協調主義に基づいて、外交、防衛を中心に金融管理、通商管理、出入国管理、検疫、医療、防災、警察、食料、資源・エネルギーなど関係当局を総合して体系的な政策を立案し対処しようとする複合的理念である。『国家安全保障戦略』において、「積極的平和主義」の理念は「国際協調主義に基づく」という文言と必ずペアで用いられる概念であり、これにより一国行動主義的な運用の排除を行っている。
以上を踏まえて国益、国家目標、国家政策が決定され、それらを包括する国家安全保障戦略が決定された。その第IV章で日本がとるべき戦略的アプローチ（具体的国家政策）が明示されている。要旨は「国際協調主義に基づく積極的平和主義」の立場から、日米同盟を基本としつつ、その他の各国とも協力関係を拡大・進化させ、外交政策及び防衛政策を中心とした戦略的アプローチ（具体的国家政策）を提示している。他に関連する各政府機関を調整し体系的に指揮監督する戦略的アプローチ（具体的国家政策）も提示している。例えば、海洋、宇宙、サイバー空間等の国際公共財、政府開発援助、エネルギー、食料等の国家安全保障に関連する分野である。
その内の防衛政策に関しては本戦略を踏まえ、新たな防衛計画の大綱と新たな中期防衛力整備計画が2013年12月17日に国家安全保障会議及び閣議で策定された。今後、装備を最新なものに更新すると共に、新たな脅威に適切に対処できる組織改編を実施し、防衛力の質的向上への努力を行うとしている。

## 課題と論点
「国家安全保障戦略」では「日米同盟を基本としつつ、その他の各国とも協力関係を拡大・進化させる」としているが、これについて、日米同盟の偏務性（非対称な同盟関係）の問題や、将来的に米国以外の国との関係の深化をどの程度まで進めるべきか、2国間協定と多国間協定のどちらを選択するのか、それらが日本国憲法が認める自衛権の範囲を逸脱するのか否かなどが、法曹界、一部の政党、メディアから課題や問題点として指摘され論点となっている。
立憲デモクラシーの会において、千葉眞は積極的平和の曲解であり(ジョージ・オーウェルの小説『1984年』に描かれる)「戦争は平和である」式のダブル・シンク（二重思考）、あるいはダブル・トーク（二重語法）ではないかと批判した。また、平和学の権威で積極的平和を提唱した提唱者ヨハン・ガルトゥングは
「私が1958年に考えだした『積極的平和（ポジティブピース）』の盗用で、本来の意味とは真逆だ」と主張している。
英語表記では、ガルトゥングの積極的平和は「Positive Peace」なのに対し、積極的平和主義は「Proactive Contribution to Peace」で用いられている単語が異なり、日本語表記でも「主義」が付くか否かの違いがあるが、2015年(平成27年)9月4日の参議院特別委員会において岸田文雄外務大臣は、安倍政権の積極的平和主義について「貧困や搾取に対処すべきであるという観点では、ガルトゥング博士の積極的平和と重なる部分は多い」と答弁している。